# Oreiallagma oreas
Oreiallagma oreas – gatunek ważki z rodziny łątkowatych (Coenagrionidae).